# الفرش (ماهلية)

تعديل مصدري - تعديل

الفرش هي إحدى قرى عزلة القرش ال احمد بمديرية ماهلية التابعة لمحافظة مأرب، بلغ تعداد سكانها 77 نسمة حسب تعداد اليمن لعام 2004.